# Иосиф из Леонессы
Ио́сиф из Леоне́ссы (итал. Giuseppe da Leonessa), в миру Эуфра́нио Дезиде́ри (итал. Eufranio Desideri; 8 января 1556[…], Леонесса, Лацио — 4 февраля 1612[…], Аматриче, Лацио) — священник, член Ордена братьев меньших капуцинов (O.F.M.Cap.), святой Римско-католической церкви, проповедник.
На миссии в тюрьмах Стамбула заботился о пленниках-христианах. За появление во дворце без разрешения и просьбу к султану позволить проповедь Евангелия на территории Османской империи был подвергнут казни, но чудом выжил. Проповедовал в Папской области, произнося по восемь-десять проповедей в день. Выступал за социальную справедливость. Содействовал оказанию помощи бедным крестьянам и горожанам. Обладал даром чудотворения.
После смерти был канонизирован. Мощи его покоятся в санктуарии в Леонессе. Литургическая память ему отмечается 4 февраля.

## Биография

### Ранние годы и призвание
Эуфранио Дезидери родился в Леонессе 8 января 1556 года. Он был третьим ребёнком из восьми детей в семье богатого торговца шерстью Джованни Дезидери и Франчески, урождённой Паолини. На тринадцатом году жизни потерял обеих родителей. Попечение об осиротевших детях взял на себя Джованбаттиста Дезидери — дядя по линии отца, живший в Витербо. Джованбаттиста Дезидери был профессиональным учителем. Под его руководством Эуфранио продолжил образование, начатое в Леонессе. В 1571 году они переехали в Сполето.
Когда ему исполнилось шестнадцать лет, дядя посватал за него девушку из благородной семьи, но Эуфранио чувствовал в себе призвание к жизни посвящённой Богу. Вскоре он заболел, и его отправили в Леонессу поправить здоровье. Здесь он познакомился с монахами из Ордена братьев меньших капуцинов, которые строили в городе монастырь. Эуфранио был впечатлён их образом жизни. Не найдя понимания у родственников, настаивавших на его пребывании в миру, он тайно покинул дом.
3 января 1572 года стал послушником и надел облачение капуцинов в монастыре «Малая темница» (итал. Carcerelle) в Ассизи. Спустя год, 8 января 1573 года Эуфранио принял монашеский постриг и взял новое имя Иосиф. Он продолжил богословское образование в учебных заведениях Сполето и Перуджи.
Иосиф строго соблюдал монашеский устав и верность данным обетам. Он носил старую монашескую рясу, держал строгий пост, спал на досках и усердствовал в келейной дисциплине. Ежедневно исповедовал помыслы своему духовнику и причащался каждый раз, когда получал на это благословение. Нередко всю ночь Иосиф проводил в покаянии перед распятием, созерцая тайны Страстей Христа.
24 сентября 1580 года в Амелии он был рукоположен в сан священника. 21 мая 1581 года Иосиф получил официальное благословение проповедовать и начал проповедь среди бедных крестьян в центральной Италии. Он проповедовал в Умбрии, Абруццо и Лацио в Папской области.

### На миссии
Тот, кто любит жизнь созерцательную обязан выйти в мир, чтобы проповедовать, особенно когда мысли людей сбиты с толку и беззаконие изобилует на земле.
В 1587 году, вместо умерших от чумы иезуитов, Папа Григорий XIII отправил в Стамбул капуцинов. Иосиф присоединился к группе миссионеров вместо заболевшего собрата. Получив индульгенцию в Ассизи, он пришёл в Венецию, откуда в составе группы отбыл в столицу Османской империи. Путешествие длилось почти месяц и закончилось в конце августа.
На капуцинов были возложены заботы о многочисленных христианах, находившихся в плену у мусульман. В Стамбуле они разместились в монастыре в районе Галата. Ежедневно капуцины оказывали помощь 4 000 христианам, заключённым в тюрьмах, большинство из которых были похищены мусульманами во время разбойничьих нападений на мирное население сопредельных государств. Они использовали христиан в качестве рабов на галерах.
Иосиф с особым усердием заботился не только об их физическом состоянии, но и о душевном равновесии. Однажды он не смог вернуться в район Галата до закрытия ворот. Его обнаружили спящим у стены и арестовали, обвинив в шпионаже. Месяц он провёл в тюрьме и был отпущен под залог, который внесли за него венецианский бальи Джованни Франческо Морозини и французский посол Жак Савари. В 1588 году, по просьбе последнего, правительство Османской империи разрешило капуцинам свободно передвигаться по территории государства.
К 1589 году эпидемия чумы уничтожила всех членов миссии, кроме Иосифа, который хоть и заразился, но выздоровел, и его собрата-капуцина Григория из Леонессы. В том же году Иосиф, не имея на то разрешения, вошёл во дворец султана, но был остановлен охранниками. Оказался ли он там, понимая последствия своего поступка, или неверно понял разрешение о свободе передвижения, неизвестно. Оставленные им письменные свидетельства, говорят о трезвости мышления и отсутствии экзальтированности. Его отношения с мусульманами всегда носили благоразумный характер. Он даже начал изучать их обычаи и турецкий язык. Сам Иосиф не рассказывал о случившемся подробностей.
По преданию, перед султаном он исповедовал себя христианином и обратился с просьбой разрешить в империи проповедь Евангелия. Мурад III посчитал его сумасшедшим и приговорил к смертной казни через подвешивание на крюках. Три дня Иосиф висел над слабым огнём, подвешенный на крюки за правую руку и пятку и задыхаясь от дыма. Легенда повествует, что он был избавлен от казни и исцелён от ран ангелом. По другой версии, смертный приговор ему был заменен высылкой из страны по просьбе Сафийе-султан, фаворитки Мурада III, имевшей христианское происхождение.

### Последние годы и смерть
Осенью 1589 года Иосиф вернулся в Италию. После аудиенции у Папы Сикста V прибыл в монастырь в Ассизи. В декабре он возобновил проповедническую деятельность в центральной Италии. Проповедовал по шесть-восемь, иногда десять, раз в день, в том числе в бедных горных селениях. Его «Практика сорока часов» представляла собой народную миссию, когда после каждого часа адорации следовала проповедь. После последней проповеди, Иосиф поднимался на возвышенность близ деревни, где в память о миссии устанавливал принесённый им крест.
Он выступал за социальную справедливость. Критиковал жестоких землевладельцев, ростовщиков и спекулянтов. Содействовал строительству домов зерна и сострадания, выдававших беспроцентные малые кредиты зерном и деньгами неимущим крестьянам и горожанам. По его инициативе возводились небольшие больницы для бедняков и странноприимные дома для паломников. Иосиф оказывал духовную поддержку приговорённым к смерти и с риском для жизни пресекал кровную месть и драки.
В 1591 году, во время эпидемии чумы, в Треви по его молитве исцелился местный горожанин. Несколько чудес по его молитве произошли также в Риме. Вскоре в народе его стали почитать как чудотворца. В 1600 юбилейном году он проповедовал в Отриколи в течение всего Великого поста многочисленным паломникам, направлявшимся в Рим. Иосиф не только проповедовал, но и кормил их, чистил одежду, стриг волосы.
В 1596 году у него проявились первые симптомы болезни, которую 28 июня 1611 года врачи диагностировали как опухоль в паху. Иосиф не оставил служения. Несмотря на все запреты, продолжал носить на теле верёвки из конского волоса и железные цепи. Последнюю проповедь он произнёс 18 октября в Кампотосто, опираясь на трость. Затем в Леонессе попрощался с родственниками и местными жителями. Уходя, Иосиф благословил город. Последнюю мессу он отслужил 28 декабря.
Состояние его здоровья резко ухудшилось. Он ежедневно причащался. 2 февраля 1612 года Иосиф был неудачно прооперирован без анестезии. На следующий день врач повторил операцию, но снова безрезультатно. Иосиф постоянно молился Богоматери. Он умер в монастыре в Аматриче 4 февраля 1612 года.

## Почитание
Перед погребением Иосифа в монастыре капуцинов в Аматриче, по поручению городского совета, художник Паскуале Риго из Монтереале написал его посмертный портрет. Этот единственный портрет с натуры ныне находится в капелле при госпитале в Аматриче.
Могила Иосифа вскоре после его смерти стала местом паломничества. Воспользовавшись землетрясением, 18 октября 1639 года жители Леонессы похитили его останки из монастыря в Аматриче и положили их в своём городе в санктуарии, построенном в его честь на месте дома, в котором он родился. Здесь же хранятся некоторые, написанные им, проповеди.
В 1636 году Фердинанд II, император Священной Римской империи, внёс его имя в список небесных покровителей дома Габсбургов, а Папа Урбан VIII провозгласил покровителем и защитником католического мира и единства.
22 июня 1737 года Папа Климент XII беатифицировал Иосифа из Леонессы. 29 июня 1746 года в базилике святого Иоанна Крестителя на Латеранском холме в Риме Папа Бенедикт XIV канонизировал его. Литургическая память ему отмечается 4 февраля.
Папа Пий XII в апостольском послании от 12 января 1952 года провозгласил святого Иосифа из Леонессы покровителем миссий капуцинов на территории Турции. В другом апостольском послании от 2 марта 1967 года Папа Павел VI провозгласил его покровителем города Леонесса.
В 2011 году мощи святого Иосифа из Леонессы были исследованы, в ходе чего было установлено, что он был высоким (170 – 175 см) крепко сложенным мужчиной, совершавшим в течение жизни многочисленные пешие путешествия. Также было обнаружено, что гортань его осталась совершенно нетленной, хрящевая ткань окаменела, также как у других известных проповедников — святых Антония из Падуи и Леонарда из Порто-Маурицио.